# عبدالرئوف روابده
عبدالرئوف روابده (عربی: عبد الرؤوف الروابدة؛ زادهٔ ۱۸ فوریهٔ ۱۹۳۹) سیاستمدار اهل اردن است. وی از ۴ مارس ۱۹۹۹ تا ۱۹ ژوئن ۲۰۰۰ نخست‌وزیر اردن بود.